# 1923 au Nouveau-Brunswick
Chronologie du Nouveau-Brunswick
- 1919
- 1920
- 1921
- 1922
- 1923
- 1924
- 1925
- 1926
- 1927

Cette page concerne des événements d'actualité qui se sont produits durant l'année 1923 dans la province canadienne du Nouveau-Brunswick.

## Événements
- 1er février : Peter Veniot succède à Walter Edward Foster comme premier ministre du Nouveau-Brunswick et devient le premier acadien à occuper de cette fonction.
- 28 février : William Frederick Todd succède à William Pugsley comme lieutenant-gouverneur du Nouveau-Brunswick.
- 20 décembre : le conservateur Alexandre Doucet  remporte l'élection partielle fédérale de Kent à la suite de la mort d'Auguste Léger.

## Naissances
- 27 mars : Gordon Fairweather, député, président de la Commission de l'immigration et du statut de réfugié du Canada.
- 16 juin : Margaret Rideout, députée.
- 16 août : Jean-Paul Leblanc, ministre et député.
- 16 septembre : Joseph Adrien Lévesque, ministre et député.
- 4 octobre : Jean-Marc Michaud, député.
- 27 décembre : Bruno Bobak, peintre.

## Décès
- 8 juillet : William Henry Thorne, sénateur
- 28 octobre : Auguste Léger, député.
- 30 octobre : Andrew Bonar Law, premier ministre du Royaume-Uni.